# Delavan (Wisconsin)
Delavan é uma cidade localizada no estado norte-americano de Wisconsin, no Condado de Walworth.

## Demografia
Segundo o censo norte-americano de 2000, a sua população era de 7956 habitantes.
Em 2006, foi estimada uma população de 8401, um aumento de 445 (5.6%).

## Geografia
De acordo com o United States Census Bureau tem uma área de
17,7 km², dos quais 16,6 km² cobertos por terra e 1,1 km² cobertos por água. Delavan localiza-se a aproximadamente 302 m acima do nível do mar.

## Localidades na vizinhança
O diagrama seguinte representa as localidades num raio de 12 km ao redor de Delavan.